# Marlborough
Marlborough (pronunțat /ˈmɔːlbrə/) este un oraș în comitatul Wiltshire, regiunea South West, Anglia. Orașul se află în districtul Kennet.